# Quarrata
Quarrata est une ville italienne d'environ 25 000 habitants, située dans la province de Pistoia et dans la région de la Toscane.

## Géographie

Localisation de la commune de Quarrata à l'intérieur de la province de Pistoia

## Histoire
Giovanni Domenico Ferretti réalisa les fresques de la Villa la Magia à en 1715. 

## Administration
| Période                                  | Période  | Identité            | Étiquette      | Qualité |
| ---------------------------------------- | -------- | ------------------- | -------------- | ------- |
| 12 juin 2007                             | En cours | Sabrina Sergio Gori | Centrosinistra |         |
| Les données manquantes sont à compléter. |          |                     |                |         |

### Hameaux
Barba, Buriano, Caserana, Casini, Catena, Ferruccia, Forrottoli, Lucciano, Montemagno, Montorio, Olmi, Santonuovo, Tizzana, Valenzatico, Vignole

### Communes limitrophes
Agliana, Carmignano, Lamporecchio, Pistoia, Prato, Serravalle Pistoiese, Vinci (Italie)